# Christer Zetterberg
Sten Christer Zetterberg, född 2 november 1941 i Södertälje , död 5 april 2012 i Oscars församling, Stockholm, var en svensk industriman och företagsledare. Han var utbildad civilekonom och reservofficer (kapten) i flottan.
Christer Zetterberg var verkställande direktör för Holmens bruk (1983-1988), PKbanken (1988-1990). 1990 utsågs han till verkställande direktör och koncernchef för Volvo. Därmed bröt han den roll Pehr G. Gyllenhammar haft sedan 1983 som både arbetande styrelseordförande och koncernchef .
Efter 1992 hade han styrelseuppdrag i ett antal företag, däribland Micronic, Mekonomen och LE (Lundbergföretagen). Han var även styrelseordförande under många år i Carnegie Investment Bank
Christer Zetterberg var 2004-2011 styrelseordförande i Kungliga Automobilklubben och ledamot av Kungliga Ingenjörsvetenskapsakademien sedan 1988. Han invaldes som korresponderande ledamot i Kungliga Örlogsmannasällskapet 1991.
Han hörde till kretsen kring finansmannen och företagsledaren Björn Wahlström, vars adepter i stora stycken präglade svenskt näringsliv från 1960-talet och årtiondena framåt. Gruppen kallades för "Björnligan".
Zetterberg blev 70 år gammal och avled på skärtorsdagen 2012 efter en tids sjukdom.